# 학남중학교
학남중학교(鶴南中學校)는 대한민국 대구광역시 북구 국우동에 있는 공립 중학교이다.

## 학교 연혁
- 1999년 11월 5일 : 30학급 설립 인가
- 2002년 3월 1일 : 개교
- 2002년 3월 1일 : 초대 정승복 교장, 김수만 교감 취임
- 2020년 9월 1일 : 제9대 강애남 교장 취임
- 2022년 1월 7일 : 제18회 졸업식(10학급 248명 남 127명, 여 121명) 총 5,855명
- 2022년 3월 2일 : 제21회 입학식(10학급 259명 남 129명, 여 130명)
- 2022년 3월 15일 : 학교공간혁신사업 (미술실, 음악실) 준공
- 2022년 5월 25일 : 강당(학나래관) 준공

## 참고 자료
- 학남중학교 - 한국교육학술정보원 학교알리미